# …og Fia hadde sko
…og Fia hadde sko, med undertiteln Lillebjørn + venner, är ett musikalbum med Lillebjørn Nilsen. Albumet utgavs 1974 av skivbolaget Karusell. 1995 återutgavs albumet med titeln Haba Haba av skivbolaget Grappa Music Group.

## Låtlista
Sida 1
1. "Tante Annas polka" (Lillebjørn Nilsen) – 1:27
2. "Sett deg oppi kørja" (Trad.) – 1:23
3. "Er de'kke rart?" (Lillebjørn Nilsen) – 1:29
4. "En sang om en sjømann" (Lillebjørn Nilsen) – 1:25
5. "Skomakeren" (Lillebjørn Nilsen) – 1:51
6. "Første lille spillemann" (Lillebjørn Nilsen) – 2:15
7. "Balladen om Morgan Rev" (Lillebjørn Nilsen) – 2:48
8. "Hermegåsa" (Trad.) – 2:48

Sida 2
1. "Kirsebæret" (Hartvig Kiran/Trad.) – 2:39
2. "Dårlig tid" (Lillebjørn Nilsen) – 2:02
3. "Trosten tok et bær" (Lillebjørn Nilsen) – 1:34
4. "Bonden og kråka" (Trad.) – 2:12
5. "Under den hvite bro" (Trad.) – 3:08
6. "Eg fekk meg ei kjærring" (Trad.) – 1:56
7. "Haba Haba" (Lillebjørn Nilsen) – 3:07
8. "Bamse bamse" (Lillebjørn Nilsen) – 1:10
9. "Dommenikken" (Trad.) – 0:53

## Medverkande
Musiker
- Lillebjørn Nilsen – sång, gitarr, banjo, munspel, dragspel
- Eigil Berg – piano (på "Haba Haba")
- Arne Schulze – elektrisk gitarr
- Carl Morten Iversen – kontrabas
- Johnny Sareussen – basgitarr
- Steinar Ofsdal – cello, flöjt, tamburin
- Thor Andreassen – trummor

Produktion
- Johnny Sareussen – musikproducent
- Inge Holst Jacobsen – tekniker
- Rune Myhre – fotograf
- Harald Gulli – omslagsdesign